# José Agustín Álvarez Rixo
José Agustín Álvarez Rixo (1796-1883) fue un destacado cronista y polígrafo español de origen portuense y alcalde del Puerto de la Cruz en Tenerife.

## Reseña biográfica
José Agustín  Álvarez  Rixo nació en el Puerto de la Cruz el día 28 de agosto de 1796. Fue hijo de Gregoria A. Rixo de Chaves, natural de La Orotava, y de Manuel José Álvarez Pereira, comerciante de origen portugués establecido en Puerto de la Cruz en la década de 1780.Comenzó sus estudios en el Seminario Conciliar de Las Palmas, y de allí marchó a la isla de Madeira donde residió entre 1812 y 1814 y en la que aprendió el portugués, inglés y francés. Vivió también en Arrecife, estableciéndose a partir de 1816 en el Puerto de la Cruz.
En su formación y pensamiento influyeron, en distintos momentos de su vida y desde diferentes perspectivas, tres personalidades importantes en la historia de Canarias: Graciliano Afonso, doctoral orotavense , que impartía allí Filosofía, Física, Metafísica y Lógica, entre otras asignaturas en el Seminario Conciliar y que fue su tutor en su paso por el mismo; Antonio Pereira Pacheco con quien, a pesar de no haberse conocido personalmente, mantuvo una fluida y estrecha relación epistolar comenzada, al menos, en 1842 y terminada en diciembre de 1857; y con Viera y Clavijo a quien conoció durante su estancia en Las Palmas y que fue para él un referente intelectual y moral, y que marcó su forma de entender la Historia.
Estuvo involucrado en la actividad política municipal y ya con treinta años, el 2 de  enero de 1826,  accede a su primer cargo público como diputado en el Ayuntamiento que era presidido presidido por Tomás de Armas; en 1828 llegó a desempeñar el cargo de alcalde real y en 1853 el de alcalde constitucional del Puerto de la Cruz en Tenerife.
Fue un cronista de su tiempo que recopiló datos y noticias de todo lo sobresaliente que ocurría en su entorno pues le preocupaba el desconocimiento de la historia de las islas y la falta de datos para construirla. Comprendió la importancia de la Historia como base del conocimiento, como punto de partida para el progreso y el desarrollo, para introducir los avances y novedades del conocimiento sin perder la identidad y las tradiciones útiles. Recibió con entusiasmo las nuevas formas de navegación, el uso del telégrafo o de los abonos, aplaudió tanto la aprobación de los puertos francos en 1852 como la expedición científica de P. Smyth al Teide en 1856; promovió el mantenimiento del Jardín Botánico al tiempo que defendió la costumbre de las cabañuelas como forma de pronosticar las características del año agrícola. Otro tema de gran interés para Álvarez Rixo fue la educación, para él la instrucción y la cultura no debían ser exclusivas de un sector social privilegiado y por ello  se interesó por la escolarización de niñas y niños y se preocupó por las escasos medios con que se contaba para ello pues faltaban locales, maestros y dinero.
Aunque no era pintor, sus numerosas pinturas y sencillos dibujos poseen un gran peso visual y de contenido, y se convierten en un complemento perfecto a sus manuscritos, pues ofrecen un sinfín de testimonios gráficos de todo aquello que podía tener interés. Además de reproducir paisajes naturales, vistas urbanas y elementos arquitectónicos, interiores de estancias, imágenes sagradas y objetos para el culto, mapas, planos, etc., también hizo uso del retrato y de la miniatura para representar a algunos personajes destacados del momento.
Además fue colaborador habitual en diversos periódicos de las islas de Tenerife y La Palma como La Aurora, El Time, El Teide,  El Daguerrotipo, El Guanche, El Conservador, El Isleño, El Memorándum y El Eco del Comercio.
Gran parte de su prolífica obra permanecía inédita en el momento de su fallecimiento, que tuvo lugar el 2 de septiembre de 1883 en su finca del pago de «La Luz» en las afueras de La Orotava.

## Obras
La polifacética personalidad y la curiosidad inagotable de Álvarez Rixo -que lo definen como historiador, cronista, dibujante, filólogo, dramaturgo, novelista y político comprometido- se manifiestan en la diversidad de sus obras de creación de las que se destacan algunas a continuación, clasificadas por materias:

### Arqueología
- Apuntes sobre restos  de los guanches encontrados en el siglo actual [7]

### Historia
- Descripción histórica del Puerto de la Cruz de La Orotava
- Anales del Puerto de la Cruz de La Orotava (1701-1872)
- Historia del puerto de Arrecife en la Isla de Lanzarote, una de las Canarias
- Historia de dos puertos canarios
- Cuadro histórico de estas Islas Canarias o noticias generales de su estado y acaecimientos más memorables durante los cuatro años de 1808 a 1812
- Noticias biográficas de algunos isleños canarios [8]

### Lingüística
- Lenguaje de los antiguos isleños
- Voces, frases y proverbios provinciales de nuestras Islas Canarias.
- Catálogo de voces de indígenas canarios
- Noticias de los muchos apelativos procedentes de Portugal que existen en las islas Canarias [7]

### Literatura
- Cuentos de la Torre del Águila : recuerdo de las 48 horas de alojamiento en ella, en el mes de mayo de 1815, escrita por uno de los alojados
- El duende de profeción o Aventuras verdaderas de Fray Luis de Confución [sic]
- Máscaras (teatro)[6]
- Temir o El orgulloso arrepentido (teatro)
- Floresta provincial, escrita en colaboración con Antonio Pereira Pacheco

### Otros escritos
Su interés multidisciplinar y sus indagaciones le permitieron dejar numerosos escritos sobre cualquier tema relacionado con el desarrollo del progreso y la cultura en Canarias como:  La Langosta, Seda, La cochinilla, La barrilla, Pesca en África, Azufre, Principios de Náutica, Comercio del siglo 18, Las romerías, Euphorbio canariense para curar cánceres, Disertación sobre el drago, etc.

### Obra plástica
La mayor parte de las obras de Álvarez Rixo están acompañadas de dibujos a lápiz o tinta, coloreados a la acuarela o grisallas. Entre las más curiosas pueden destacarse su colección de Teides, La pendencia de La Ranilla, sus caricaturas de personajes portuenses y de las islas, imágenes de monumentos y vistas del Puerto de la Cruz, de Tenerife, de Gran Canaria, de Arrecife...

## Su archivo
El 23 de abril de 2014 el Archivo personal de Álvarez Rixo, conservado íntegro y en excelentes condiciones por tres generaciones de herederos, fue donado a la Universidad de La Laguna y se encuentra depositado en su Biblioteca. El contenido, como en casi todos los archivos personales, es diverso y heterogéneo: hay documentos de José Agustín Álvarez Rixo, de su hijo Manuel Álvarez Padrón y de la familia Pastor. El más antiguo data de 1620 y el más moderno es de 1945.
Esta colección incluye unos mil manuscritos y un total de quinientos dibujos, mapas y planos elaborados por el propio historiador. Hay estudios históricos, genealógicos, lingüísticos, literarios, comerciales, sociales y educativos, etc., fechados entre los años 1808 y 1883. Además, incluye una biblioteca formada por setenta obras en ciento cinco volúmenes, cuarenta y seis folletos,  y números sueltos de siete periódicos de ámbito nacional, y treinta y uno de ámbito insular. También se incluyen en el legado un cuadro representando a Manuel Álvarez Pereira, una miniatura en marfil, un retrato al óleo y un grabado del pintor Luis de la Cruz y Ríos.
En el archivo, además, se conserva su correspondencia comprendida entre 1813 y 1880 y que contiene cartas de Alejo de Ara, Antonio Pereira Pacheco y Ruiz, Antonio Rodríguez López, Sebastián Casilda, Alfred Diston, José Bethencourt y Castro, Gregorio Chil y Naranjo, Fernando del Hoyo, entre otros muchos.